# Centrale thermique de Beriozovskaïa
La centrale thermique de Beriozovskaïa est une centrale thermique dans le kraï de Krasnoïarsk en Russie.